# درخت شعله جنگل
با شعله جنگل اشتباه نشود.
شعلهٔ جنگل (نام علمی: Butea monosperma) یا پالاش، درختی کوچک تا متوسط است که در شبه‌قاره هند می‌روید. این درخت به خاطر گل‌های فراوان نارنجی-قرمز رنگش که در اوایل سال شکوفا می‌شوند، شناخته شده است و به همین دلیل نام آن «شعلهٔ جنگل» است. این درخت علاوه بر سایر گونه‌ها، به عنوان منبع تغذیه حشره لاک (Kerria lacca) استفاده می‌شود که ترشحات آن برای تولید لاک به کار می‌رود. درخت شعلهٔ جنگل برای هندوها مقدس است و چوب آن برای روشن کردن آتش مقدس استفاده می‌شود. گل‌های افتاده این درخت به راهبان زانو زده تشبیه می‌شوند.

### ویژگی‌های رویشی

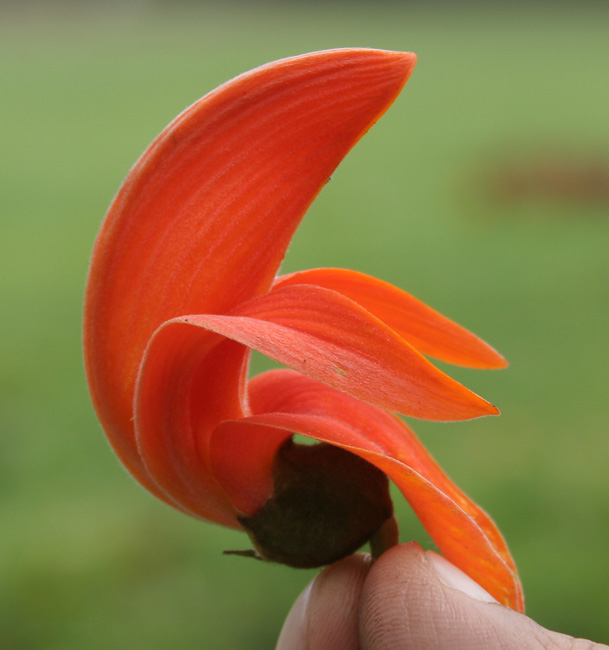
گل درخت شعله جنگل در کلکته، بنگال غربی، هند. به خاطر شکل منقاری این گل به این درخت، «درخت طوطی» هم گفته‌اند.

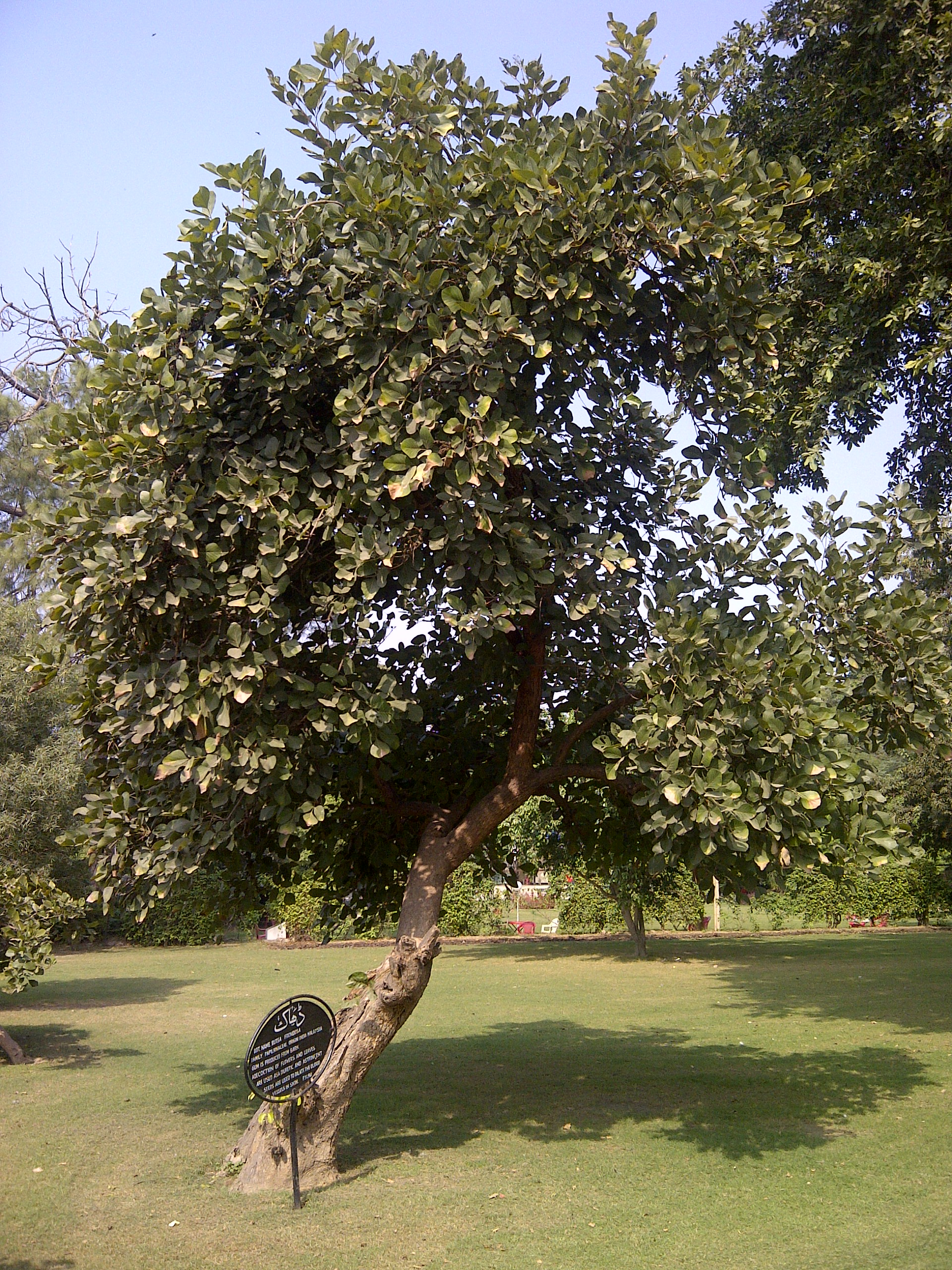
رویشگاه شعله جنگل در باغ جناح، لاهور.

درخت شعلهٔ جنگل، درختی کوچک تا متوسط است که برگ‌های خود را در فصل خاصی می‌ریزد. این درخت در شرایط مناسب می‌تواند تا ارتفاع ۶ تا بیش از ۱۵ متر رشد کند و قطر تنه آن در خاک‌های غنی از مواد مغذی به ۶۰ سانتی‌متر هم می‌رسد. گاهی این درخت به صورت درختچه‌ای کوچک نیز رشد می‌کند. در خاک‌های خشک و فقیر از مواد مغذی، تنه درخت کوتاه و کج می‌شود و شاخه‌ها شکل نامنظمی پیدا می‌کنند. در خاک‌های بسیار ضعیف، این درخت به شکل بوته‌ای رشد می‌کند.
پوست درخت پوسته پوسته، تکه‌تکه، خاکستری یا قهوه‌ای تا مایل به سیاه است و ضخامت آن ۱ تا ۱٫۵ سانتی‌متر است. لایه‌های عمیق‌تر پوست به رنگ سفید تا صورتی با رگه‌های قرمز هستند. آبکش درخت حاوی شیره‌ای قرمز و چسبناک است. چوب درخت نرم و دارای منافذ پراکنده است.
برگ‌های سه‌برگچه‌ای این درخت با برگچه‌های چرمی و دمبرگ‌های کوتاه، دارای دمبرگ‌هایی به طول ۱۰ تا ۲۳ سانتی‌متر هستند. برگچه انتهایی ۱۳ تا ۲۰ سانتی‌متر طول و ۱۱ تا ۱۸ سانتی‌متر عرض دارد و بنابراین کمی بزرگتر از برگچه‌های جانبی است که طول آن‌ها ۱۰ تا ۱۵ سانتی‌متر و عرض آن‌ها ۸ تا ۱۰ سانتی‌متر است. رگبرگ‌های برگ در زیر برگ به وضوح قابل مشاهده هستند. برگ‌های جوان در ماه آوریل تا اوایل ماه مه ظاهر می‌شوند. بین ماه‌های نوامبر و دسامبر، برگ‌ها می‌ریزند، اما برخی از درختان برگ‌های خود را در شاخه‌های پایینی حفظ می‌کنند. گوشوارک‌ها ریزشی هستند.

### ویژگی‌های زایشی
گل‌های بدون عطر این درخت به صورت دسته‌ای و به تعداد زیاد در گل‌آذین خوشه‌ای به طول حدود ۱۵ سانتی‌متر جمع می‌شوند که در زاویه برگ‌ها یا در انتهای شاخه‌ها قرار دارند. کاسبرگ‌ها و گلبرگ‌ها ریزشی هستند. گل‌های پروانه‌ای شکل دارای دمگلی به طول ۲ تا ۳ سانتی‌متر هستند. کاسه گل سبز رنگ، پنج لبه و زنگوله‌ای شکل، در قسمت بیرونی مخملی و در قسمت داخلی دارای موهای ابریشمی است و طول آن ۱ تا ۱٫۵ سانتی‌متر است. ساقه‌ها و کاسه گل‌ها با رنگ نارنجی آتشین تا زرد کمرنگ گلبرگ‌ها تضاد زیبایی ایجاد می‌کنند. جام گل از یک پرچم به طول ۲٫۵ سانتی‌متر، بال‌های کوچک‌تر به شکل منقار طوطی و یک قایق که شامل مادگی و ۱۰ پرچم دوتایی است، تشکیل شده است. دوره گلدهی با ظهور جوانه‌های گل بین ژانویه و فوریه روی شاخه‌های هنوز بدون برگ شروع می‌شود و تا زمان شروع دمای بالا بین مارس و آوریل ادامه می‌یابد. طول عمر یک گل تنها یک تا دو روز است.
بلافاصله پس از گلدهی، غلاف‌های میوه آویزان، به رنگ سبز روشن و مودار، به طول ۱۵ تا ۲۲ سانتی‌متر و عرض ۳–۵ سانتی‌متر، صاف و نسبتاً مستقیم، با دمگل‌های کوتاه رشد می‌کنند. در زمان رسیدن در ماه‌های مه و ژوئن، میوه‌ها چوبی و به رنگ قهوه‌ای روشن می‌شوند و به سرعت به زمین می‌افتند. هیچ گونه پراکندگی گسترده توسط باد یا روش‌های دیگر مشاهده نشده است. هر میوه باز نشدنی فقط یک دانه بیضی شکل تا کلیوی شکل، بسیار صاف، به رنگ قهوه‌ای مایل به قرمز با قطر ۲ تا ۳٫۵ سانتی‌متر و ضخامت ۲ میلی‌متر با طعم تلخ در نوک خود دارد. دانه‌ها فاقد بافت مغذی هستند و وزن هزار دانه حدود ۸۴۰–۱۰۲۶ گرم است.
جوانه‌زنی زیرزمینی است و در داخل میوه که از نوک آن باز می‌شود، شروع می‌شود. نهال‌ها یک ریشه اصلی تشکیل می‌دهند که پس از ۳ ماه می‌تواند به طول ۶۰ سانتی‌متر برسد. یکی از ویژگی‌های بارز درخت شعلهٔ جنگل، خشک شدن مکرر جوانه به دلیل سرما یا خشکسالی است که منجر به تورم ریشه و جوانه‌زنی مجدد می‌شود. ریشه اصلی به عمق سنگ‌های سنگی نفوذ می‌کند و دارای شاخه‌های جانبی زیادی است. پوست ریشه در قسمت بیرونی خاکستری، سپس قرمز و در قسمت داخلی سفید است. ریشه‌های تازه بوی مشخصی دارند.
گل‌های درخت شعلهٔ جنگل توسط پرندگان مختلفی که جذب شهد می‌شوند، مورد بازدید قرار می‌گیرند. با این حال، تنها پرنده شهدخوار آسیایی با منقار بلند خود می‌تواند به شهد برسد، بدون اینکه به گل آسیبی وارد کند. سایر گونه‌ها مانند بلبل زیردم‌سرخ یا چشم‌سفید هندی نیز از شهد تغذیه می‌کنند، اما برای این کار باید کاسه گل را بشکنند. گرده افشانی همچنین می‌تواند توسط سنجاب نخلی جنگلی انجام شود، زیرا با پوزه تیز خود می‌تواند به شهد برسد بدون اینکه آسیبی به گل وارد کند. زنبور عسل درشت برای جمع‌آوری شهد باقی مانده در گل‌های آسیب دیده به گل‌های درخت شعلهٔ جنگل سر می‌زند، اما در گرده افشانی نقشی ندارد.
درخت شعلهٔ جنگل میزبان حشره لاک (Kerria lacca) است. ماده‌های بارور شده پوست شاخه‌های جوان را سوراخ می‌کنند و مقادیر زیادی شیره آبکش را می‌نوشند. ماده‌ای که از آن‌ها ترشح می‌شود روی سطح شاخه‌ها سفت شده و پوسته‌هایی را تشکیل می‌دهد که در آن شپشک‌های متورم به دام می‌افتند و می‌میرند. چند هفته بعد، نسل جدید شپشک‌ها از این پوسته‌ها خارج می‌شوند.
با این حال، نه شپشک لاک و نه سایر حشرات مکنده، برگ‌خوار یا چوب‌خوار آسیب جدی به درخت وارد نمی‌کنند. درخت شعلهٔ جنگل همچنین به ندرت تحت تأثیر بیماری‌های قارچی قرار می‌گیرد. خسارات جدی‌تر به نهال‌های جوان توسط موش‌ها، گرازهای وحشی و خوک‌ها وارد می‌شود.
در جنگل‌های مرطوب گرمسیری، درخت شعلهٔ جنگل در کنار درخت سال (Shorea robusta) یا Mallotus philippensis، در جنگل‌های خشک گرمسیری با درخت ساج (Tectona grandis)، کندر هندی (Boswellia serrata) یا اقاقیای معطر (Acacia nilotica) و در جنگل‌های خاردار گرمسیری شمال هند با درخت صمغ عربی (Acacia senegal) یا درخت کهیری (Prosopis cineraria) یافت می‌شود.

## پراکندگی و نیازهای رویشی
درخت شعلهٔ جنگل در علفزارها، بوته‌زارها و مناطق کم‌درخت هند، برمه و سریلانکا می‌روید. در کوهپایه‌های هیمالیا تا ارتفاع ۱۲۰۰ متر و در غرب و جنوب هند تا ارتفاع ۱۱۰۰ متر یافت می‌شود.
در محدوده پراکندگی طبیعی خود، این درخت در معرض حداقل دمای بین ۳ تا ۱۸ درجه سانتی‌گراد و حداکثر دمای بین ۳۵ تا ۴۸ درجه سانتی‌گراد قرار دارد. درختان جوان نسبت به سرما حساس هستند، اما مقاومت آن‌ها با افزایش سن بیشتر می‌شود. میزان بارندگی سالانه مطلوب برای این درخت ۷۵۰ تا ۱۵۰۰ میلی‌متر است. این گونه به ویژه در برابر خشکسالی مقاوم است و در انتخاب محل رشد بسیار کم‌توقع است و می‌تواند در خاک‌های غرقابی و شور نیز رشد کند.

## رده‌بندی
اولین توصیف این گونه با نام علمی Erythrina monosperma Lam. توسط گیاه‌شناس فرانسوی ژان باتیست لامارک در سال ۱۷۸۶ منتشر شد. گیاه‌شناس آلمانی پاول هرمان ویلهلم توبِرت در سال ۱۸۹۴ به این نام پایه اشاره کرد، اما گونه را با نام Butea monosperma در جنس بوتیا (Butea) طبقه‌بندی کرد. نام مترادف دیگر برای این گونه Butea frondosa Roxb. ex Willd. است.
نام جنس بوتیا به یاد جان استوارت، ارل بوت، که به خاطر حمایت از مطالعات گیاه‌شناسی مورد تقدیر قرار گرفت، انتخاب شده است. عنوان گونه monosperma از این واقعیت ناشی می‌شود که هر میوه فقط یک دانه دارد.
دو شکل از درخت شعلهٔ جنگل وجود دارد: چارکا با پوست خاکستری و کارِیا با پوست تیره. کارِیا توسط شپشک لاک بهتر پذیرفته می‌شود و بنابراین بیشتر برای کشت استفاده می‌شود.

## کاربردها
پرورش حشره لاک برای تولید ماده اولیه لاک از اهمیت اقتصادی بالایی برخوردار است. برای این منظور، مزارعی شبیه به مزارع درخت ایجاد می‌شوند که در آن‌ها درختان با قطر تنه ۱۵ تا ۲۰ سانتی‌متر می‌توانند به مدت ۱۵ تا ۲۰ سال مورد استفاده قرار گیرند. درختان دو بار در سال هرس می‌شوند تا ترشحات لاک حشرات جمع‌آوری شود و رشد جدید تحریک شود. پس از برداشت، لاک از شاخه‌ها جدا شده، شسته، ذوب و به لاک خام تبدیل می‌شود.
چوب این درخت (با نام تجاری Dhak) به راحتی قابل برداشت است، اما در معرض هوا فقط حدود ۵ ماه دوام می‌آورد، در حالی که زیر آب دوام بسیار بیشتری دارد. به عنوان چوب کاربردی، برای تخته‌های ارزان‌قیمت و ساخت چاه‌ها مناسب است. این چوب را می‌توان به زغال چوب با کیفیت خوب تبدیل کرد که برای تولید باروت مناسب است.
مایعی که از زخم‌های پوست درخت خارج می‌شود، به ماده‌ای یاقوتی رنگ و شیشه‌ای تبدیل می‌شود که به عنوان «کینوی بنگالی» شناخته می‌شود. این ماده می‌تواند به عنوان رنگ برای پشم، چرم، شراب پورت یا بورگوندی استفاده شود و جایگزینی برای «کینوی مالابار» است که از Pterocarpus marsupium به دست می‌آید. کینوی بنگالی بیش از ۷۰٪ تانن و حدود ۲۰٪ صمغ و سایر مواد محلول دارد.
کینوی بنگالی در طب سنتی به عنوان درمانی برای انواع مختلف یبوست مزمن یا به عنوان قابض استفاده می‌شود. تمام قسمت‌های دیگر درخت نیز در طب سنتی کاربرد دارند، به عنوان مثال دانه‌های آسیاب شده به عنوان داروی ضد کرم استفاده می‌شوند.
در انواع مختلف باغ‌های معابد هندو، درخت شعلهٔ جنگل نماد اجرام آسمانی مختلف با اهمیت مذهبی است. در «جنگل ستارگان»، جایی که ۲۷ ستاره یا صورت فلکی با بوته‌ها یا درختان نمادسازی می‌شوند و مطابق با موقعیت آن‌ها در آسمان قرار می‌گیرند، درخت شعلهٔ جنگل نماد ستاره خراتان از صورت فلکی شیر است. موقعیت آن تقریباً به سمت شمال شرقی است. در «معبد جنگل نه سیاره»، درخت شعلهٔ جنگل نماد ماه است و در «جنگل علائم منطقه البروج»، نماد صورت فلکی خرچنگ است.
برگ‌های این درخت به عنوان خوراک برای گاومیش‌های آبی و فیل‌ها استفاده می‌شود. همچنین از آن‌ها به عنوان زیرانداز برای سرو غذا استفاده می‌شود.
از پوست ریشه می‌توان الیافی برای ساخت طناب‌های ضخیم یا برای آب‌بندی قایق‌ها به دست آورد.
به دلیل گل‌های فراوان و رنگارنگ، درخت شعلهٔ جنگل به عنوان یک درخت زینتی نیز استفاده می‌شود.

## اهمیت فرهنگی
درخت شعلهٔ جنگل یا پالاش (palāśa) یا کیمشوکا (kiṃśuka) در ادبیات سانسکریت جایگاه ویژه‌ای دارد. گل‌های قرمز روشن آن موضوع بسیاری از تشبیهات و استعاره‌های زیبا هستند. این گل‌ها اغلب به خاطر رنگشان با آتش یا خون و به خاطر شکلشان با پنجه‌های خونین ببر یا ناخن‌های رنگ شده مقایسه می‌شوند. شکوفایی درخت شعلهٔ جنگل اغلب در توصیف اواخر زمستان یا بهار نیز ذکر می‌شود. به عنوان مثال، شاعر جایادوا در شعر عرفانی-عاشقانه گیتاگوویندا (قرن دوازدهم) صحنه‌ای را توصیف می‌کند که در آن کریشنا (هاری) در فصل بهار با گوپی‌ها (دختران گله‌دار) به تفریح می‌پردازد و در این توصیف به شکوفایی درختان شعلهٔ جنگل اشاره می‌کند.